# هوراس (مسرحية)

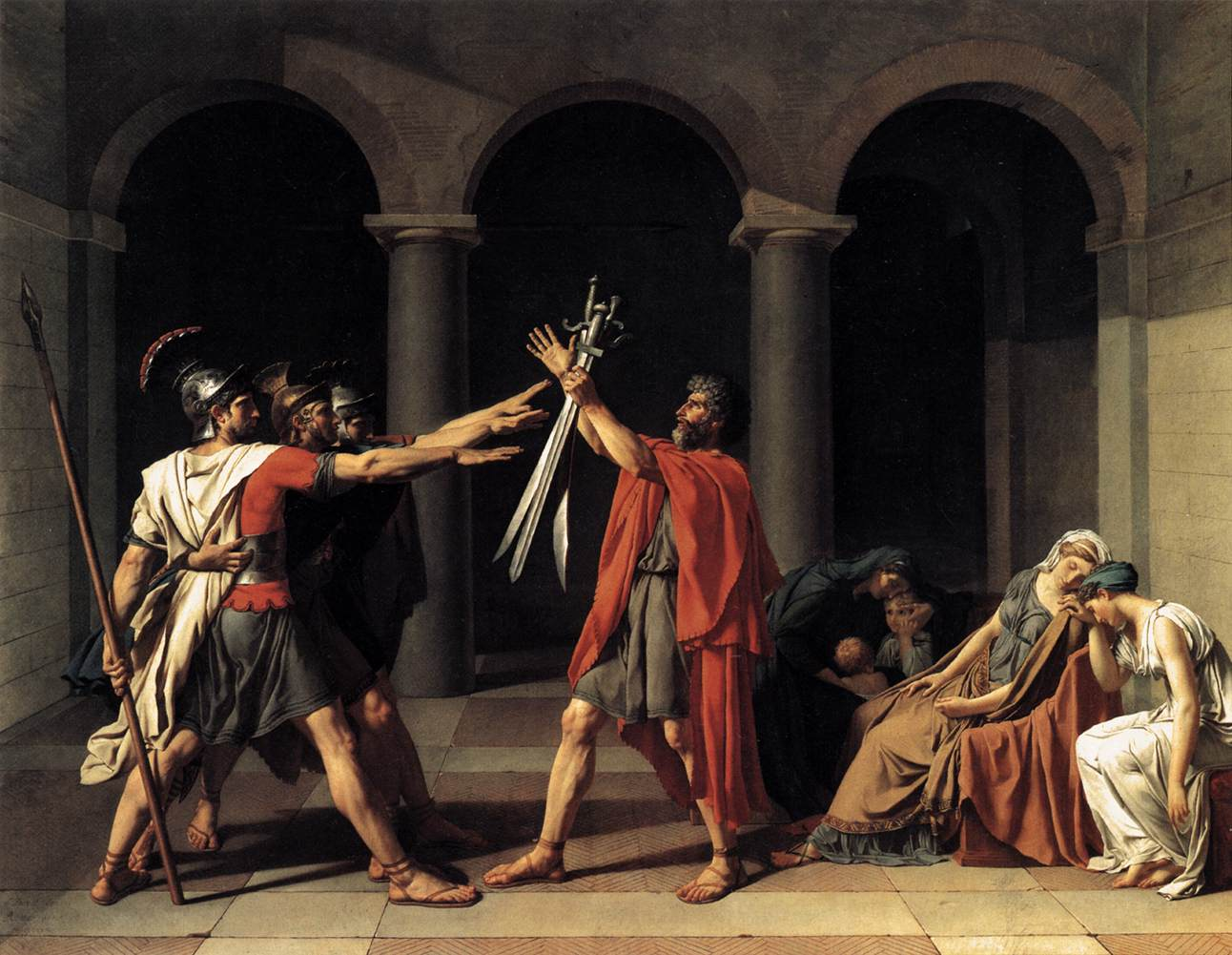

مسرحية هوراس هي مسرحية من تأليف كورناي في سنة 1640، وقد ترجمت إلى العربية.